# 삼림한계선

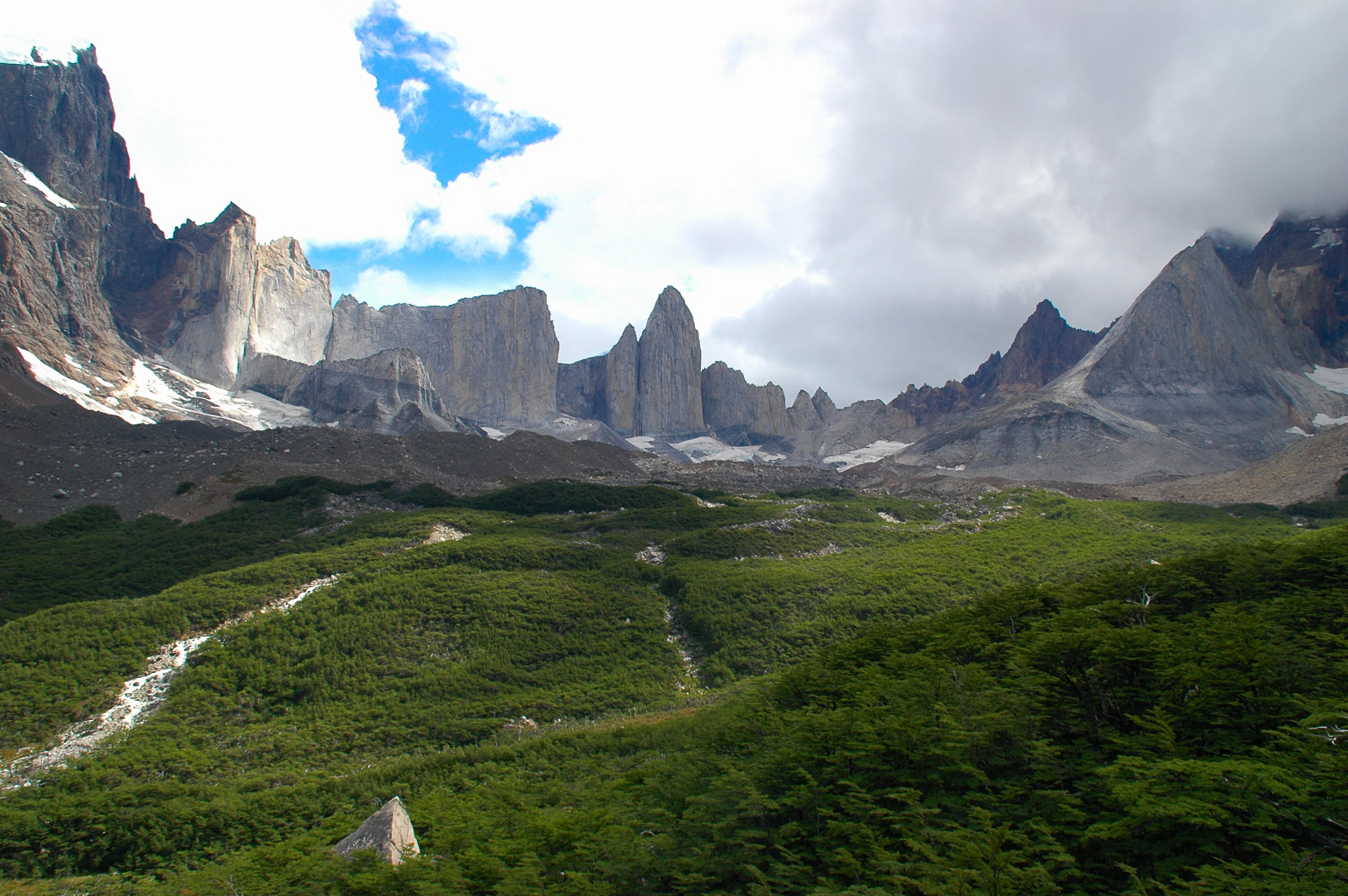

삼림한계선은 수목(樹木)이 울창한 군집을 이루어 서식할 수 있는 자생지의 경계선이다. 한 두 그루의 나무나 작은 무리의 나무들 정도는 서식할 수 있는 교목한계선과는 구별되어야 한다. 이 두 경계의 차이는 작으며 인간의 영향을 받는다. 삼림한계선에서 나무의 성장은 매우 느려진다. 짧은 생장기와 강한 바람탓에 키가 작게 자라거나, 잎을 풍성하게 하는 등 기형적으로 자라는 나무가 많다.

## 삼림한계선의 종류
삼림한계선은 아래와 같이 그 종류를 나눌 수 있다.
| 종류            | 설명 |
| --------------- | --- |
| 북극삼림한계선: | 북반구에서의, 삼림이 형성될 수 있는 북쪽 한계선. 이 경계 북쪽으로는 삼림이 형성되기엔 너무 춥다. |
| 남극삼림한계선: | 남반구에서의, 삼림이 형성될 수 있는 남쪽 한계선. 이 경계 남쪽으로는 삼림이 형성되기엔 너무 춥다. |
| 고산삼림한계선: | 삼림이 형성될 수 있는 최대 해발고도. 이 경계 위로는 삼림이 형성되기엔 너무 춥다. |
| 노출삼림한계선: | 해변과 외로 떨어져있는 산에서의 삼림한계선은 비슷한 조건의 내륙 해발고도나 크고 복잡한 산악지역의 삼림한계선보다 더 낮은 경향이 있다. 강한 바람이 수목의 생장을 방해하기 때문이다.                                      |
| 사막삼림한계선: | 삼림이 형성될 수 있는 가장 건조한 한계선이다. 건조한 사막지역에서는 나무가 자라기에는 강수량이 너무 적다. |
| 다습삼림한계선: | 삼림이 형성될 수 있는 가장 습도가 높은 한계선이다. 토양은 침수되어 나무뿌리가 필요로 하는 산소가 부족하다. 그럼에도 불구하고 사이프러스나 망그로브와 같이 침수된 토양에서도 생장할 수 있게 적응한 몇몇 수목종들이 있다. |
| 토질삼림한계선: | 뿌리를 내릴 수 있는 토양이 결여되어 있거나(암반지대 등) 혹은 그 외의 토질적인 이유(소금기있는 토양, 중금속에 오염된 토양 등)로 수목의 생장이 제한되는 경계선이다.                                                       |

기후적 삼림한계는 가장 따듯한 달의 기온이 섭씨 10°인 등온선으로서 정의하거나, 혹은 연간평균기온 0°인 지역으로 정의하기도 한다.

## 같이 보기
- 산지 생태계

## 참고
1. ↑  원문을 첨부함.(원문;Expositionswaldgrenze : An Küsten und auf alleinstehenden Bergen ist die Baumgrenze häufig viel niedriger als in den entsprechenden inländischen Höhen und in den größeren, komplexeren Gebirgssystemen, weil die Geschwindigkeiten des starken Windes das Baumwachstum nachteilig beeinflussen.)